# Natuzzi
Natuzzi (рус. Нату́цци) — крупная итальянская компания-производитель мебели.
Группа была основана в 1959 году Паскуале Натуцци, ныне являющимся председателем правления, а также главным исполнительным директором и стилистом группы. Компания разрабатывает, производит и продает диваны, кресла и аксессуары для жилых и офисных помещений.
Natuzzi является крупнейшей итальянской компанией (ныне головной офис расположен в Нью-Йорке, США) по производству мебели. В 2011 году оборот компании составил 486 400 000 евро, что сделало её абсолютным мировым лидером в сегменте мягкой мебели из кожи.
В 1993 году Группа Natuzzi стала единственной иностранной компанией мебели, активы которой стали предметом торгов на Уолл-стрит.
21 октября 2012 года корпорация Натуцци перенесла свою центральную штаб-квартиру в Нью-Йорк.

## История
В 1959 году сын столяра Паскуале открывает мастерскую по производству диванов и кресел в Таранто. На тот момент в его мастерской работали всего трое сотрудников. В 1962 году он переехал в Матеру, где обучился и получил опыт, давший ему глубокие знания о трудностях и механизмах управления. В 1967 году, по-прежнему в Матере, Паскуале возвращается к производству диванов и кресел, на этот раз в промышленных масштабах.
В 1972 году Паскуале основал фабрику «Натуцци Салотти» (итал. Natuzzi Salotti S.r.l.), которая год спустя была полностью уничтожена пожаром. После пожара Паскуале переносит производство в Сантерамо в Колле (Бари — Италия), где располагается представительство компании.
В середине 1970-х годов компания впервые приняла участие на престижной выставке мебели в Бари, где привлекла партнёров и заказчиков из стран Ближнего Востока: Саудовской Аравии, Израиля, Иордании. В 1976 Натуцци 60 % от оборота компании составлял экспорт этих стран, в то время как в самой Италии реализовалось 40 % соответственно.
В 1980-х годах случился поворотный момент в развитии компании Натуцци. Во время поездки в США, Паскуале Натуцци решает в корне изменить стратегию компании. У него родилась идея демократизации направлений для широкого рынка и всех потребительских сегментов т. к. до этого продукция компании позиционировалась как мебель для элиты. Первый диван Натуцци в США был продан в магазине Macy’s по цене $ 999. В 1985 году, после успешного старта в США, Натуцци создаёт дочернюю компания «Natuzzi Upholstery Inc.» в Нью-Йорке, специально для развития североамериканского рынка. Успехи, достигнутые в США, подтверждаются котировками на Уолл-стрит.
В мае 1993 года Натуци делает шаги к завоеванию других рынков в Европе и на Дальнем Востоке.
В 1998 компания укрепляет позиции на американском рынке, что позволило открыть офисы и салоны в бизнес-центре Хайч Пойнт (футуристическое здание в Северной Каролине, построенное по проекту архитектора Марио Беллини) общей площадью 8000 квадратных метров. Примерно в это же время создаётся франчайзинговая сеть «Диваны от Натуцци», и в Таранто открывается первый магазин, работающий по франшизе.
На сегодняшний день[когда?] компания насчитывает 293 фирменных магазина по всему миру (в Италии, Греции, Испании, Португалии, Франции, Швейцарии, Китае, Австралии), 366 выставочных галерей в США и Северной Европе.
В 2008 году имя Паскуале Натуцци занесено в список Американского зала истории мебели (англ. American Furniture Hall of Fame). Он стал первым итальянцем, удостоенным этой чести.

## Брэнды Натуцци
Ассортимент предлагаемый Натуцци, включает в себя диваны, кресла, аксессуары, столы и стулья. Этапы производства включают в себя: выделку и дубление кожи, кройку и шитьё, производство корпуса и рам, наполнение и обивку мебели. Весь цикл производства проходит на собственных заводах компании.
Существует направление, нацеленное на широкий круг покупателей, представленное многочисленными коллекциями ItalSofa, позиционирующими себя как «Свежий, динамичный стиль, современного образа жизни». Направление предлагает диваны и кресла, разработанные дизайнерским бюро в Италии и изготовленные на заводах расположенных за рубежом.

## Состояние компании
90% оборота компании занимает объём продаж за пределами Италии в 123 странах мира. Основные доли рынка занимает Европа (54 %) и Южная Америка (34 %).
Производство является вертикально-интегрированным. В производстве участвуют 11 заводов в Италии и за рубежом (Китай, Бразилия, Румыния).